# François Dubois

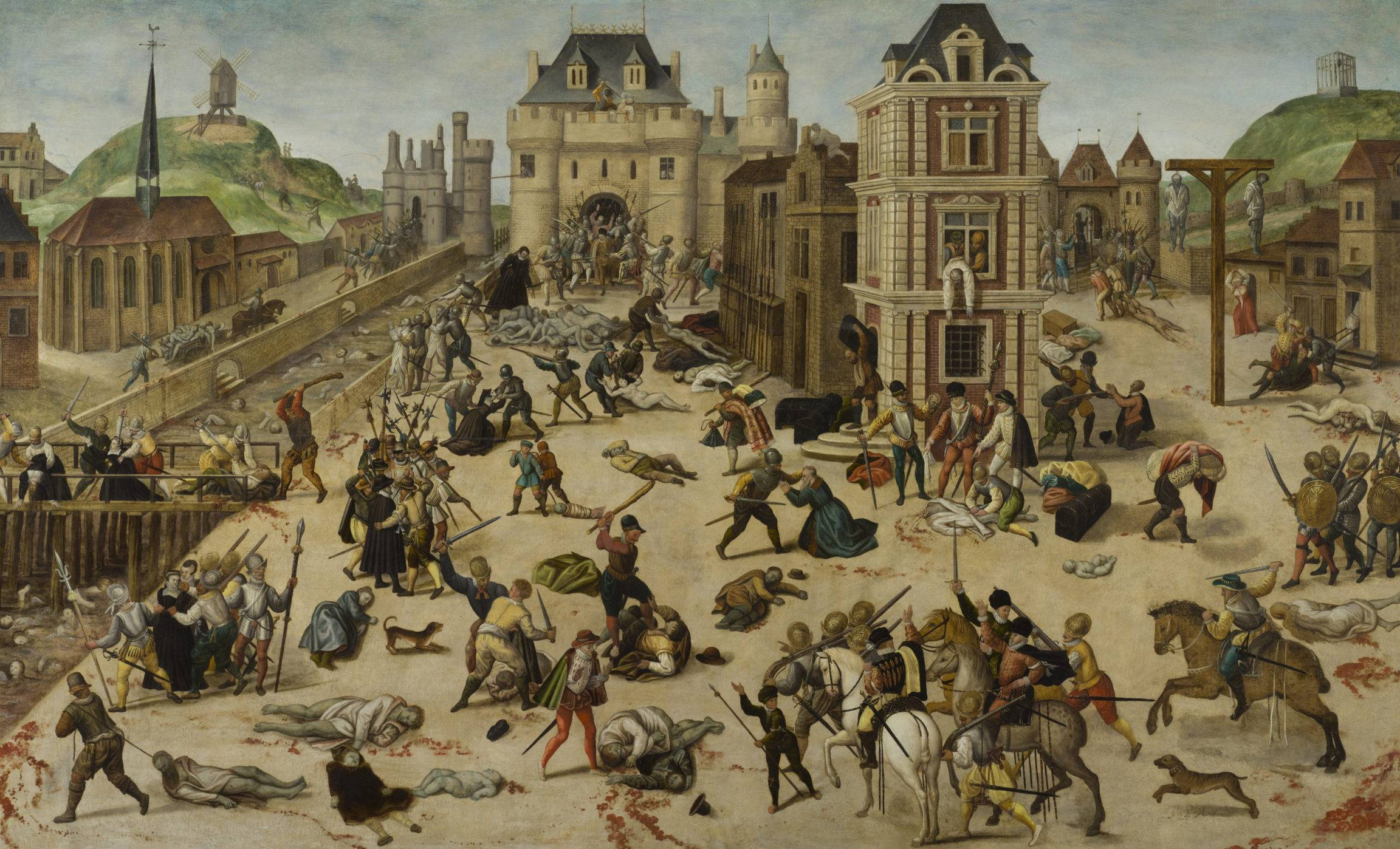
Matanza de San Bartolomé, Museo Cantonal de Bellas Artes de Lausana.

François Dubois (1529-1584), fue un pintor francés, de religión hugonote, nacido en Amiens. Su única obra conservada es la más conocida representación de la Matanza de San Bartolomé el 24 de agosto de 1572, cuando los católicos parisinos atacaron y dieron muerte a sus conciudadanos hugonotes. Se desconoce si el propio Dubois estuvo presente durante los sucesos, pero consta que un pariente cercano, el cirujano Antoine Dubois, murió en la masacre. Dubois huyó a Lausana para escapar de la persecución y allí otro refugiado, un banquero de Lyon, le encargó la pintura para conmemorar la masacre.
El cuadro muestra dos de los momentos de la matanza que con mayor frecuencia aparecen repetidos en grabados e ilustraciones de libros: la reina madre Catalina de Médici inspeccionando a las puertas del Louvre los cuerpos de los asesinados, al fondo a la izquierda, y a la derecha el asesinato del mariscal Gaspar de Coligny, líder del partido hugonote, defenestrado desde una ventana de su palacio.